# Абшвангенская резня
Абшвангенская резня (нем. Massaker von Abschwangen) — массовый расстрел мирного населения в Абшвангене (тогда Восточная Пруссия, близ Пройсиш-Эйлау, ныне Россия, Тишино, Багратионовский район Калининградской области), совершённый в августе 1914 года подразделением Русской императорской армии. Термин введён в оборот в Советской России на основе германской версии событий, опубликованной в немцекой прессе в 1920-х годах.

## Предыстория
В августе 1914 года, когда российские войска начали наступление в Восточной Пруссии, они прибыли в деревню Абшванген, после чего, не встретив сопротивления, 27 августа продвинулись дальше на запад. 29 августа немецкий кавалерийский дозор, занимавшийся рекогносцировкой, прибыл в деревню и открыл огонь по едущему навстречу российскому автомобилю. Один из офицеров, корнет Кавалергардского полка, член семьи Голынских, погиб, и автомобиль возвратился в деревню Альменхаузен (ныне Каштаново), находившуюся в 5 км к востоку от Абшванген.

## Немецкая версия
Командир Кавалергардского полка генерал-майор Александр Долгоруков приказал оцепить Абшванген, обыскать всех жителей и тех, у которых будет найдено оружие, расстрелять, а дома их сжечь.
После возврата в Альменхаузен войска убили 9 гражданских и сожгли 70 зданий из 81. Затем войска вернулись в Абшванген, убили 65 гражданских и сожгли 78 зданий из 101. Из 65 погибших было 28 местных жителей и 37 беженцев из южной Восточной Пруссии:
- из Абшвангена: Фриц Брюдерляйн; Фриц Домбровски; Франц Дункель; Йоханна Эгерт; Карл Фраймут; Уолтер Фридель; Герман Фриш; Франц Гендатис; Август Гроссманн; Ричард Генрих; Альберт Хохвальд; Лина Юдель; Юлий Кеммер; Фридрих Кёслинг; Эрнст Краузе; Карл Кюснер; Криштоф Ланге; Фридрих Науйокс; Альберт Опперманн; Густав Пакхайзер; Карл Регоцки; Август Риманн; Карл Риманн; Франц Розенбаум; Фридрих Шрёдер; Готфрид Вашкау; Элизабет Витт;
- из Алленау: Густав Бурблис; Фридрих Гинц; Карл Гинц; Альберт Реймер;
- из Бёнкайма: Йоханна Бартеляйт;
- из Бёттхерсдорф: Ричард Гавлик; Рудольф Гавлик; Франц Гензель;
- из Будвайтшен: Вильгельм Шиппель; Карль Виллюн;
- из Даркэмен: Карл Форштройтер;
- из Деттмиттен: Франц Арндт; Вильгельм Арндт; Отто Арнсвальд; Фридрих Эверт; Ричард Грубе; Фридрих Мишке; Густав Науйок; Карл Петшкун; Отто Петшкун;
- из Доммелькайма: Эмиль Нельсон;
- из Коршен: Эвальд Дистер;
- из Кортмедин: Эрнст Гёрке; Эрнст Хольц; Густав Моцкау; Густав Сол; Йоханн Ширрмахер; Густав Шён;
- из Лангендорфа: Фриц Чибольд; Михал Дудда; Пауль Марвински; Христиан Роговски; Михал Вичесански;
- из Лёвенхаген: Леопольд Хольштайн;
- из Шланген: Бернард Марквард;
- одна из жертв неопознана.

## Российская версия
«14/27 августа конный отряд выступил двумя колоннами в направление на дер. Мюльхаузен. По мере движения на запад настроение местного населения резко изменилось. Далеко было от того, почти радушного отношения, которое полки встречали в ближайшей пограничной полосе. Чаще стали повторяться случаи стрельбы по отдельным людям со стороны местного населения.
Пройдя дер. Абшванген, шедшие в авангарде, кирасиры Ея Величества обнаружили пехоту противника, занимавшую позицию у деревень Ундерваген-Левиттен.
Авангард развернулся и, перейдя в наступление, выбил противника из занимаемых им деревень и отбросил его за р. Фришинг.
Во время авангардного боя наша конная батарея обстреляла воинский поезд противника.
Вечером было получено распоряжение штаба армии об откомандировании 1-й бригады, 1-й гвардейской кавал. дивизии в Инстербург и далее в крепость Ковно, где она должна была поступить в распоряжение коменданта крепости.
Проночевав в мест. Абшванген бригада, без своей конной батареи выступила утром 15/28 августа на Инстенбург. На привале во Фридланде было получено новое приказание - немедленно возвратиться к дивизии.
Местонахождение в не было точно известно. До позднего вечера, высланные разъезды не могли найти ни штаба дивизии ни кирасирских полков.
На ночлег бригада стала в дер. Альменхаузен, не доходя нескольких верст до Абшвангена, в которой полк ночевал накануне.
Командир полка приказал корнету Голынскому выяснить во что бы то ни стало к рассвету местонахождение дивизии.
На маленьком двухместном полковом автомобиле, вместе с полковым писарем Смолиным и шофером ефрейтором Куприяновым, Голынский в полной темноте тронулся в сторону Абшвангена.
Но едва лишь автомобиль выехал на площадь местечка, как из многих домов он был обстрелян ружейным огнём. Выезд с площади был закрыт возами с соломой, поставленными поперёк улицы.
Первыми же выстрелами, выпущенными по автомобилю, корнет Голынский был убит. Пуля попала ему в голову и раздробила весь череп. Куприянов был ранен четырьмя пулями в руку и дробью в ухо. Смолин получил заряд дроби в ногу. Мотор остановился.
Куприянов вылез из автомобиля и, несмотря на ранения, стал заводить мотор, пока Смолин отстреливался из винтовки, выпуская одну обойму за другой.
Куприянову удалось завести мотор. Задним ходом автомобиль выехал с площади и, взяв первую попавшую боковую улицу, благополучно выехал из Абшвангена и присоединился к полку.
Узнав о случившемся, командир полка приказал эскадронам немедленно выступить и оцепить Абшванген, а N 2 эскадрону, в рядах которого служил Голынский, обыскать всех жителей и тех, у которых будет найдено оружие расстрелять, а дома их сжечь.

У входа в Абшванген было вывешено объявление на немецком языке, объясняющее принятие этих исключительно суровых, крайних мер, как следствия убийства мирным населением русского солдата».Звегинцов В.Н., «Кавалергарды в великую и гражданскую войну. 1914 - 1920 год», ч.1, с 66-67.
«А вот что рассказывает раненный кавалерист солдат-гвардеец Вишневский:
—Прямо мы наступали на неприятеля. Дрались жестоко, но только когда мы пришли в деревню, то нас встретили очень гостеприимно, а потом они нашего офицера убили из-за угла. За это мы расстреляли их пятьдесят человек, в возрасте от 17-ти до 45-ти лет.
—И ты расстреливал?

—Обязательно!».Куприн А.И., «Двинск» / газета «Русское слово». 1914. 12(25) октября. No 235
Автор очерка Александр Куприн побывал в Двинском госпитале 23.09.1914.
Единственный кавалерист-гвардеец с фамилией Вишневский, указанный в именных списках потерь в период до 23.09.1914 - Вишневский Павел Васильевич, выбыл по ранению 15.09.1914, место службы: Кавалергардский Ее Величества Государыни Императрицы Марии Федоровны полк. Именно в этом полку 15.08.1914 был "убит № 2 эскадрона корнет Голынский, ранены полковой писарь Смолин и шофер кавалергард Куприянов" .

## Версия протоиерея Георгия Бирюкова
В русской версии раненые писарь и шофёр (корнет Голынский был убит сразу, это подтверждают обе версии, хотя в немецкой убитому была дана другая фамилия, явно по ошибке) не могли противостоять германскому патрулю, состоящему из профессиональных военных. А вот в столкновении с группой гражданских лиц, недисциплинированных и не участвовавших ранее в перестрелках, вооруженных только охотничьими ружьями, в условиях темноты или утренних сумерек, русские имели шанс вырваться из засады. Кроме того, сами раны русских воинов свидетельствуют об использовании против них не боевого, а именно охотничьего оружия. Это и раны дробью у Куприянова и Смолина, и рана Голынского: раздробить череп могла скорее не остроконечная пуля боевой винтовки, а картечь (крупная дробь) из охотничьего ружья. По характеру ранений, а также по повреждениям машины (пробоин, очевидно, было в изобилии), командир кавалергардского полка легко мог удостовериться в том, что на машину напали именно местные жители, вооруженные охотничьими ружьями. Поэтому реакция командира на происшедшее вполне понятна.
В русских источниках не указано число жителей Абшвангена, обнаруженных с оружием в руках и расстрелянных. Но по мнению калининградского краеведа Георгия Бирюкова  большое количество убитых было бы подхвачено германской пропагандой и использовано в информационной войне, однако в германской прессе 1914 года сообщений о резне не встречается. В действительности, о расстреле "около 40" жителей Абшвангена сообщается в "Krieg und Sieg 1914 nach Berichten der Zeitgenossen" (Berlin, 1914. p. 11-12).